# ふたたび
『ふたたび』は、柳原陽一郎のセルフカバー・アルバム。2005年11月2日に徳間ジャパンコミュニケーションズより発売された。なお、セルフカバー・アルバムながら、5作目のスタジオ・アルバムとしてカウントされている。

## 解説
前作『ONE TAKE OK!』より2年ぶりのリリース。柳原のソロデビュー10周年を記念したアルバム。
本作には、たま時代に柳原が制作した楽曲のセルフカバー全10曲が収録されている。2015年のインタビューで、柳原は本作について「当時ベスト・アルバムの話も出たけれど、当時はアルバムを4作しか出してなかったから、そこにたま時代の曲を混ぜても面白くないなと思った。」「ちょうどたまが解散した時期だったから、僕なりのたまへのレクイエムとして制作した」と語っている。なお、次作『ウシはなんでも知っている』の収録曲「5963」はこの時期に制作された楽曲である。
前作『ONE TAKE OK!』より、柳原の作品は専用のレーベルであるSWEETS DELI RECORDSから発売されているが、本作のみ徳間ジャパンコミュニケーションズからの発売となっている。

## 収録曲
| 全作詞: 柳原幼一郎、全作曲: 柳原幼一郎、知久寿焼、石川浩司、滝本晃司、全編曲: 水谷浩章。 |                        |            |                                               |      |
| #                                                                                        | タイトル               | 作詞       | 作曲・編曲                                    | 時間 |
| 1.                                                                                       | 「牛小屋」             | 柳原幼一郎 | 柳原幼一郎、 知久寿焼 、 石川浩司 、 滝本晃司 | 2:30 |
| 2.                                                                                       | 「さよなら人類」       | 柳原幼一郎 | 柳原幼一郎、 知久寿焼 、 石川浩司 、 滝本晃司 | 6:48 |
| 3.                                                                                       | 「オリオンビールの唄」 | 柳原幼一郎 | 柳原幼一郎、 知久寿焼 、 石川浩司 、 滝本晃司 | 5:14 |
| 4.                                                                                       | 「オゾンのダンス」     | 柳原幼一郎 | 柳原幼一郎、 知久寿焼 、 石川浩司 、 滝本晃司 | 2:27 |
| 5.                                                                                       | 「どんぶらこ」         | 柳原幼一郎 | 柳原幼一郎、 知久寿焼 、 石川浩司 、 滝本晃司 | 5:36 |
| 6.                                                                                       | 「ジャバラの夜」       | 柳原幼一郎 | 柳原幼一郎、 知久寿焼 、 石川浩司 、 滝本晃司 | 6:19 |
| 7.                                                                                       | 「あの娘は雨女」       | 柳原幼一郎 | 柳原幼一郎、 知久寿焼 、 石川浩司 、 滝本晃司 | 3:27 |
| 8.                                                                                       | 「たかえさん」         | 柳原幼一郎 | 柳原幼一郎、 知久寿焼 、 石川浩司 、 滝本晃司 | 5:31 |
| 9.                                                                                       | 「とこやはどこや」     | 柳原幼一郎 | 柳原幼一郎、 知久寿焼 、 石川浩司 、 滝本晃司 | 2:44 |
| 10.                                                                                      | 「満月小唄」           | 柳原幼一郎 | 柳原幼一郎、 知久寿焼 、 石川浩司 、 滝本晃司 | 8:05 |
| 合計時間:                                                                                | 合計時間:              | 48:41      |                                               |      |

## 曲の解説
1. 牛小屋
本作では『ひるね』の歌詞カードで掲載されなかった「よんよこよんよこよんよこよんよ〜ん」という掛け声が掲載されている。
2. さよなら人類
たまの1stアルバム『さんだる』収録のオリジナル・バージョンを基調に、ジャズ調にアレンジされている。
音源ではギターを演奏しているが、TVやライブで披露する際はたま時代のようにピアノを演奏することが多く、たまのシングル・バージョンを基調としたアレンジで演奏することもある。
2015年に発売されたベスト・アルバム『もっけの幸い』にも収録されている。
2021年に発売されたアルバム『GOOD DAYS』では、ピアノの弾き語りでセルフカバーしている[5]。
3. オリオンビールの唄
4. オゾンのダンス
5. どんぶらこ
原曲と歌詞が一部異なっている。
2021年に発売されたアルバム『GOOD DAYS』では、ピアノの弾き語りでセルフカバーしている[5]。
6. ジャバラの夜
原曲と同じく柳原はアコーディオンも演奏しており、本作に収録の楽曲の中で唯一柳原が鍵盤楽器を演奏している楽曲である。原曲と歌詞が一部異なっている。
7. あの娘は雨女
カントリー調にアレンジされ[6]、キーやテンポ、一部の歌詞が原曲と異なっている。打楽器は使用されていない。
2015年に発売されたベスト・アルバム『もっけの幸い』にも収録されている。
8. たかえさん
サンバ調にアレンジされている。柳原はこのアレンジについて「アロハ・オエ meets ブラジル」と評している。また、曲中のズレている手拍子は柳原によるもの[7]。
9. とこやはどこや
10. 満月小唄
レコーディングでは10テイクほど録音され、間奏以降は別のテイクが採用されている[8]。
2015年に発売されたベスト・アルバム『もっけの幸い』にも収録されている。

## 参加ミュージシャン
牛小屋
- 柳原陽一郎：Vocals, Acoustic Guitar
- 外山明：Drums, Chorus
- 水谷浩章：Kazoo, Chorus
- 高良久美子：Percussion, Kazoo, Chorus
- 松本治：Trombone
- 名越ゆきお：Electric Guitar

さよなら人類
- 柳原陽一郎：Vocals, Acoustic Guitar, Percussion
- 水谷浩章：Electric Bass, Percussion, Chorus
- 外山明：Drums, Percussion, Chorus
- 高良久美子：Vibraphone, Marimba, Cymbals, Snare, Bass Drum
- 名越ゆきお：Electric Guitar, Sound Effect
- 松本治：Flugel Horn, Trombone, Tuba, Chorus
- Miya：Flute
- 有田純弘：Banjo, Mandolin
- 鬼怒無月：Electric Guitar
- 橋本歩、佐々木綾子、磯田恵美、山野クリボー：Chorus

オリオンビールの唄
- 柳原陽一郎：Vocals, Acoustic Guitar, Chorus
- 水谷浩章：Acoustic Guitar, Chorus
- 四家卯大：Cello
- 橋本歩：Cello
- Miya：Flute
- 高良久美子：Chorus

オゾンのダンス
- 柳原陽一郎：Vocals, Chorus
- 水谷浩章：Electric Bass, Voices
- 鬼怒無月：Acoustic Guitar, Electric Guitar
- 高良久美子：Percussion, Marimba
- 名越ゆきお、三住和彦、佐々木綾子：Chorus

どんぶらこ
- 柳原陽一郎：Vocals, Acoustic Guitar
- 水谷浩章：Acoustic Bass, Chorus
- 高良久美子：Percussion
- 名越ゆきお：Electric Guitar
- 松本治：Trombone
- 四家卯大：Cello
- 橋本歩：Cello
- Miya：Flute
- 外山明：Chorus

ジャバラの夜
- 柳原陽一郎：Vocals, Accordion
- 外山明：Drums, Chorus
- 水谷浩章：Electric Bass
- 名越ゆきお：Electric Guitar

あの娘は雨女
- 柳原陽一郎：Vocals
- 有田純弘：Acoustic Guitar, Dobro Guitar, Banjo, Mandolin
- 水谷浩章：Acoustic Bass

たかえさん
- 柳原陽一郎：Vocals, Handclaps
- 外山明：Snare, Chorus, Handclaps
- 水谷弘章：Surdo, Chorus, Handclaps
- 高良久美子：Shaker, Chorus, Handclaps
- 有田純弘：Acoustic Guitar, Chorus, Handclaps
- 松本治：Tuba, Chorus
- 鬼怒無月：Tuba, Chorus
- 橋本歩、佐々木綾子、磯田恵美、山野クリボー：Chorus

とこやはどこや
- 柳原陽一郎：Vocals, Acoustic Guitar
- 外山明：Drums, Percussion
- 水谷浩章：Electric Bass, Chorus
- 鬼怒無月：Electric Guitar, Tarai, Chorus
- 高良久美子：Percussion, Chorus

満月小唄
- 柳原陽一郎：Vocals, Acoustic Guitar
- 名越ゆきお：Electric Guitar
- 水谷浩章：Electric Bass, Acoustic Guitar, Chorus
- 外山明：Drums, Chorus
- 高良久美子：Vibraphone, Percussion